# Immunologie
Die Immunologie oder Immunbiologie ist die Lehre von den biologischen und biochemischen Grundlagen der körperlichen Abwehr von Krankheitserregern wie Bakterien, Viren und Pilzen sowie anderen körperfremden Stoffen wie beispielsweise biologischen Toxinen und Umweltgiften, und darüber hinaus von Störungen und Fehlfunktionen dieser Abwehrmechanismen. Sie ist damit eine Teildisziplin der Biologie. Forschungsgegenstand ist das Immunsystem, ein System von zellulären und molekularen Prozessen, welche die Erkennung und Inaktivierung von Krankheitserregern und körperfremden Substanzen realisieren. Diese Prozesse werden unter dem Begriff Immunantwort zusammengefasst. Aufgrund der zentralen Rolle des menschlichen Immunsystems bei einer Vielzahl von Erkrankungen ist die Immunologie in der Medizin für das Verständnis, die Prävention, die Diagnostik und die Therapie von Krankheiten von großer Bedeutung. 
Es gibt verschiedene Teilgebiete der Immunologie. Die Immunchemie untersucht die Struktur von Antigenen, Antikörpern und die chemischen Grundlagen der Immunreaktionen. Die Immungenetik untersucht die genetische Variabilität von Immunreaktionen, bzw. die Mechanismen der Erzeugung von Antikörpern, T-Zell-Rezeptoren und antigenpräsentierenden Komplexen. Die Immunpathologie und die klinische Immunologie untersuchen Störungen des Immunsystems, die beispielsweise im Falle von Allergien, bei der Bildung von Tumoren und bei Autoimmunkrankheiten auftreten.

## Geschichte

### Frühe Beobachtungen

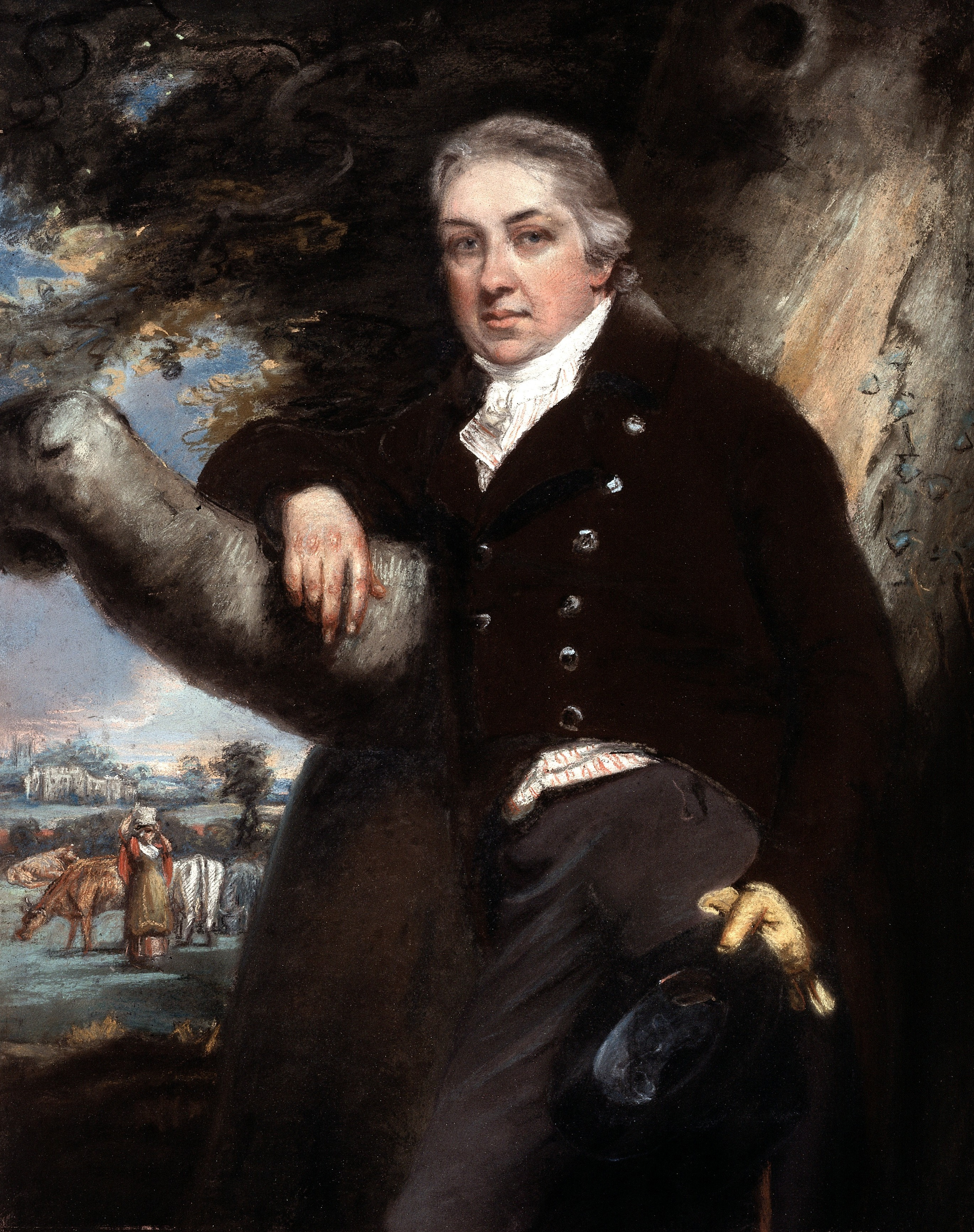
Edward Jenner, Begründer der Immunologie

Die ältesten bekannten Aufzeichnungen, die Hinweise auf immunologisch relevante Phänomene enthalten, stammen aus dem Jahr 430 vor Christus. Der Geschichtsschreiber Thukydides stellte damals während der sogenannten Attischen Seuche in Athen zur Zeit des Peloponnesischen Krieges fest, dass nur Menschen für die Versorgung der Erkrankten in Frage kamen, welche die Krankheit selbst bereits durchgestanden und überlebt hatten. Aus der Zeit um das Jahr 100 vor Christus sind erste Berichte aus China zu einer gezielten Übertragung der Pocken auf gesunde Menschen zum Zweck der Vorbeugung bekannt. Weite Verbreitung erlangte dieses Verfahren, bei dem Eiter von leicht Erkrankten mit einer Nadel auf Gesunde übertragen wurde, unter der Bezeichnung „Variolation“ seit dem 15. Jahrhundert vor allem in China, Indien und der Türkei. Durch Mary Wortley Montagu, die Ehefrau des britischen Botschafters in Konstantinopel, die ihren Sohn auf diese Weise impfen ließ, gelangte die Variolation ab etwa 1722 nach England und verbreitete sich in den folgenden Jahren auch im Rest Europas.
Zur gleichen Zeit erfuhr der englische Landarzt Edward Jenner von Ärzten, mit denen er in Kontakt stand, dass Personen anscheinend nicht auf eine Pocken-Variolation ansprachen, wenn sie vorher an Kuhpocken erkrankt waren. Nach intensiver Beobachtung dieses Phänomens impfte er am 14. Mai 1796 den gesunden achtjährigen Jungen James Phipps mit Gewebsflüssigkeit, die er einer Pustel von einer mit Kuhpocken infizierten Milchmagd entnommen hatte. Nachdem der Junge den leichten Verlauf der Kuhpocken überstanden hatte, unterzog ihn Jenner mit einer echten Pocken-Variolation. Er entwickelte keine Pockensymptome, auch gegen wiederholte Variolationen und Pockenausbrüchen erwies er sich als immun. Im Vergleich zur Variolation bot Jenners Verfahren ("Vakzination") einige entscheidende Vorteile: Die mit Kuhpocken geimpften Personen wiesen nicht die für Pocken typischen Pusteln und die daraus resultierenden Narben auf, es gab keinen tödlichen Verlauf der Impfung und die geimpften Personen stellten selbst kein Ansteckungsrisiko dar. Edward Jenner gilt deshalb heute als Begründer der Immunologie.

### Beginn immunologischer Forschung

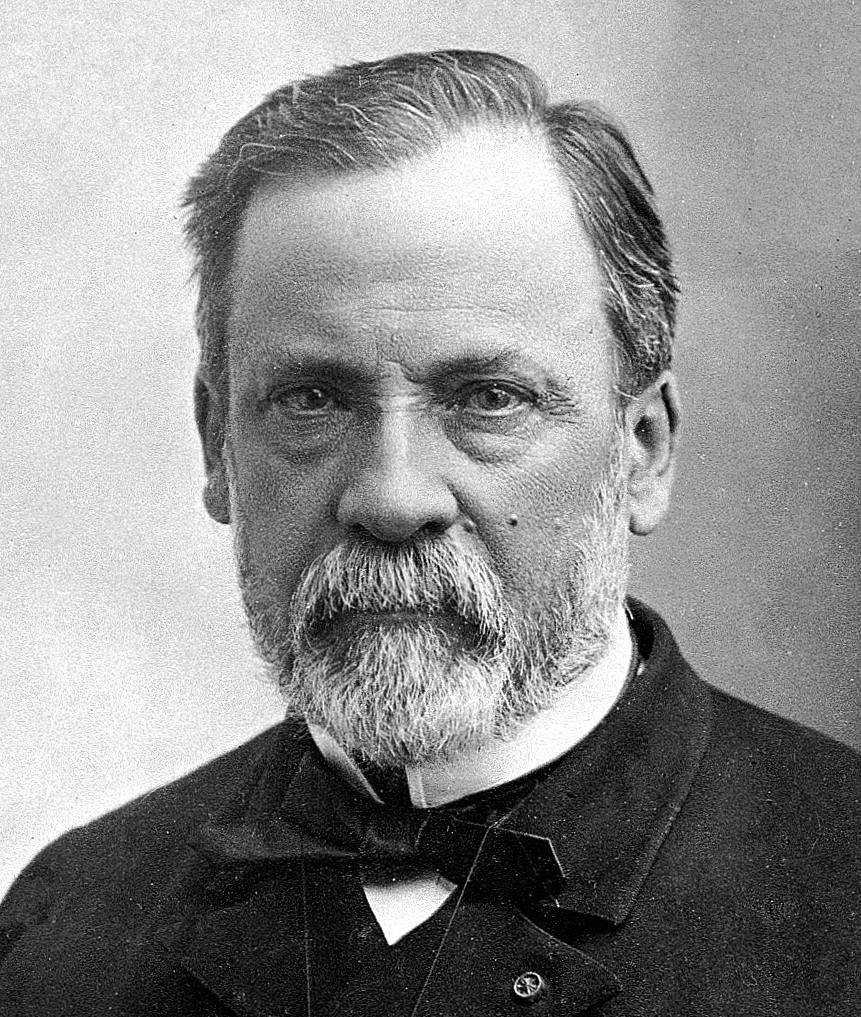
Louis Pasteur

Ein Meilenstein in der Entwicklung der Immunologie, der den Beginn der gezielten Forschung markierte, war die Entwicklung eines Impfstoffes gegen die Tollwut im Jahr 1885 durch Louis Pasteur. Am 6. Juli 1885 impfte er damit den neunjährigen Joseph Meister, der zwei Tage zuvor von einem tollwütigen Hund gebissen worden war. Joseph Meister wurde damit der erste Mensch in der Geschichte der Medizin, der eine Tollwutinfektion überlebte. Innerhalb eines Jahres wurde diese Impfung bei 350 weiteren infizierten Personen angewendet, von denen keiner an Tollwut verstarb. Bereits drei Jahre vorher entdeckte Robert Koch den Erreger der Tuberkulose und kurze Zeit später die Tuberkulin-Reaktion, die auf der Basis der Immunantwort den Nachweis einer Tuberkulose-Infektion ermöglichte. 
1888 entdeckten Pierre Paul Émile Roux und Alexandre Émile Jean Yersin das Diphtherie-Toxin. Zwei Jahre später konnten Emil Adolf von Behring und Shibasaburo Kitasato sogenannte Antitoxine im Serum von Patienten nachweisen, welche die Diphtherie überstanden hatten. Emil Adolf von Behring begann auch damit, diese Antiseren zur Behandlung von Diphtherie einzusetzen. Er erhielt für seine Forschungsergebnisse den 1901 erstmals verliehenen Nobelpreis für Physiologie oder Medizin. Der belgische Bakteriologe Jules Baptiste Vincent Bordet entdeckte 1898, dass eine Erhitzung des Serums auf 55 Grad Celsius zwar kaum Auswirkungen auf die Eigenschaft des Serums hatte, an bestimmte chemische Stoffe zu binden, die bakterienzerstörende Wirkung des Serums ging jedoch verloren. Er postulierte aufgrund dieser Entdeckung die Existenz einer hitzeempfindlichen Komponente im Serum, die für die Wirkung des Serums auf Bakterien notwendig war, und nannte diese Komponente „Alexin“. Paul Ehrlich beschäftigte sich in den folgenden Jahren mit der Untersuchung dieser Komponente und führte den noch heute verwendeten Begriff „Komplement“ ein.

### Entstehung von zwei Denkrichtungen

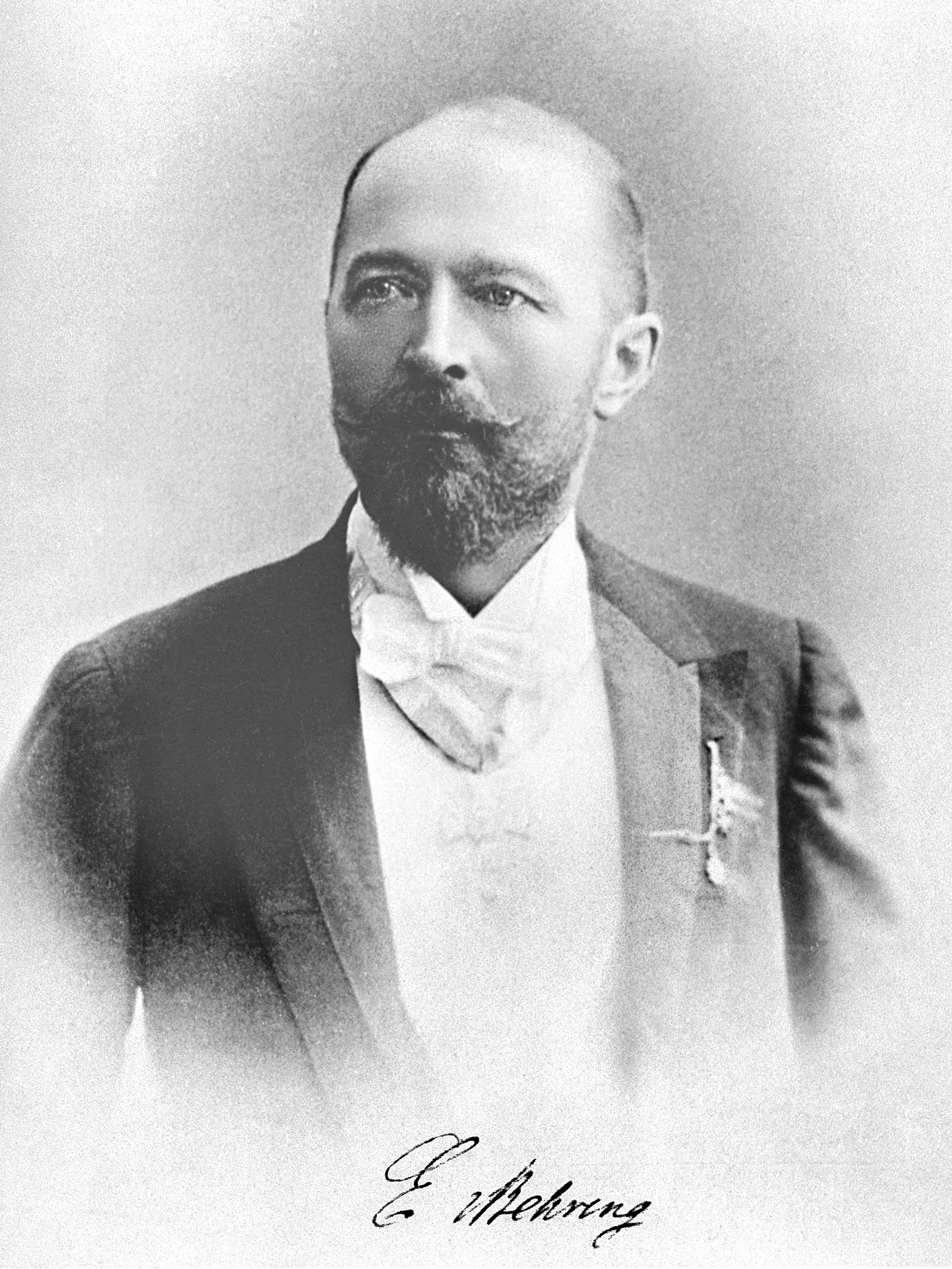
Emil Adolf von Behring, Entdecker der Antitoxine und damit der humoralen Immunabwehr

Zum Beginn des 20. Jahrhunderts teilte sich die immunologische Forschung in zwei Betrachtungsweisen. Die Humoralimmunologen, die prominentesten von ihnen Paul Ehrlich und Emil Adolf von Behring, vertraten die Ansicht, dass die Grundlagen der Infektionsabwehr in Substanzen im Blutserum, also den Antitoxinen zu suchen seien. Diese Theorie war um 1900 und in den folgenden Jahrzehnten die vorherrschende Auffassung. Daneben entwickelte sich die Ansicht der Zellularimmunologen, insbesondere basierend auf den Arbeiten von George Nuttall sowie Ilja Iljitsch Metschnikow ab etwa 1883/1884. Metschnikow konnte anhand von Untersuchungen zur Wirkung von weißen Blutkörperchen auf Bakterien die Bedeutung körpereigener zellulärer Prozesse für die Abwehr von Krankheitserregern nachweisen. Wie sich später zeigen sollte, sind beide Aspekte gleichermaßen am Wirken des Immunsystems und an der Immunantwort beteiligt. Es dauerte allerdings bis etwa 1940, bis die Auffassungen der Zellularimmunologen allgemeine Anerkennung fanden und die Annahme, dass Antikörper der Hauptmechanismus der Immunabwehr wären, aufgegeben wurde.
Im Jahr 1901 entdeckte Karl Landsteiner das AB0-Blutgruppensystem und leistete damit einen weiteren wichtigen Beitrag zum Verständnis des Immunsystems. Clemens Peter Freiherr von Pirquet stellte 1906 fest, dass Patienten bei einer wiederholten Gabe von Pferdeserum eine heftige Reaktion auf die zweite Behandlung zeigten. Er prägte für diese Überempfindlichkeitsreaktion den Begriff „Allergie“. Emil von Dungern und Ludwik Hirszfeld veröffentlichten 1910 ihre Ergebnisse zur Vererbung der Blutgruppen und damit erstmals Ergebnisse zur Genetik von Komponenten des Immunsystems. In dieser Arbeit schlugen die beiden auch die Bezeichnung „AB0“ als neue Nomenklatur vor – international verbindlich wurde diese jedoch erst 1928 eingeführt. 1917 beschrieb Karl Landsteiner erstmals das Konzept der Haptene, kleiner Moleküle, die bei Kopplung an ein Protein eine Immunreaktion mit Bildung spezifischer Antikörper auslösen können. Lloyd Felton gelang 1926 die Aufreinigung von Antikörpern aus Serum. In den 1930er Jahren konnte dann Michael Heidelberger zeigen, dass es sich bei Antikörpern hinsichtlich ihrer chemischen Natur um Proteine handelt. Darüber hinaus gelang ihm gemeinsam mit Elvin A. Kabat der Nachweis, dass Antikörper der Gamma-Fraktion der im Serum vorhandenen Globuline entsprechen. Im gleichen Zeitraum entwickelte John Marrack erstmals eine Theorie zur spezifischen Erkennung von Antigenen durch Antikörper.

### Entwicklung der modernen Immunologie

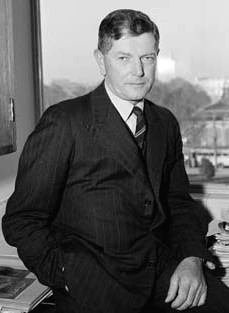
Frank Macfarlane Burnet

Peter Alfred Gorer entdeckte in den 1930er Jahren bei Studien mit Mäusen zur Abstoßung von transplantierten Tumoren die H-2-Antigene der Maus und damit den ersten Haupthistokompatibilitätskomplex (MHC). Ebenfalls durch Untersuchungen zur Transplantatabstoßung konnten Peter Medawar und Thomas Gibson wichtige Funktionen von Immunzellen aufklären. Damit begann die endgültige Anerkennung der zellulären Immunologie. Im Jahr 1948 fand Astrid Fagraeus heraus, dass Antikörper durch die B-Zellen im Plasma produziert werden. Ein Jahr später veröffentlichten Frank Macfarlane Burnet und Frank Fenner ihre Hypothese der immunologischen Toleranz, die wenige Jahre später von Jacques Miller mit der Entdeckung der Elimination autoreaktiver T-Zellklone im Thymus bewiesen wurde. 1957 beschrieb Frank Macfarlane Burnet die Klon-Selektionstheorie als das zentrale Prinzip der adaptiven Immunität. 
Der Brite Alick Isaacs und der Schweizer Jean Lindenmann entdeckten 1957 bei der Untersuchung der Auswirkungen von Virusinfektionen auf Zellkulturen, dass die Zellen für die Dauer einer Virusinfektion weitestgehend resistent gegenüber einer zweiten Infektion durch ein anderes Virus waren. Sie isolierten aus den infizierten Zellkulturen ein Protein, das sie Interferon (IFN) nannten. Zum Ende der 1960er und zum Beginn der 1970er Jahre entdeckten dann John David und Barry Bloom unabhängig voneinander den Makrophagen migrationsinhibierenden Faktor (Macrophage migration inhibitory factor, MIF) und eine Reihe weiterer Substanzen, die von Lymphozyten abgegeben werden. Dudley Dumonde prägte für diese Substanzen den Begriff „Lymphokine“. Stanley Cohen, der 1986 für seine Entdeckung der Wachstumsfaktoren NGF und EGF den Nobelpreis für Physiologie oder Medizin bekam, begann in den frühen 1970er Jahren zusammen mit Takeshi Yoshida, die Funktionen der als Lymphokine bezeichneten Faktoren zu untersuchen. Sie erkannten dabei, dass diese Substanzen zu einer Gruppe von hormon-ähnlichen Botenstoffen gehören, die von vielen verschiedenen Zellen des Immunsystems gebildet werden. Stanley Cohen schlug deshalb 1974 den Begriff „Zytokine“ vor, der sich mit der Entdeckung weiterer dieser Stoffe schnell durchsetzte. Mittlerweile sind neben den genannten Faktoren über 100 weitere Zytokine bekannt und in ihrer Struktur und Funktion detailliert untersucht.
Die Zeit um 1960 wird allgemein als Beginn der modernen Immunologie angesehen. Rodney Porter gelang es zwischen 1959 und 1961, die Struktur von Antikörpern aufzuklären. Zur gleichen Zeit entdeckte Jean Dausset den Haupthistokompatibilitätskomplex des Menschen, den so genannten „Human Leukocyte Antigen“-Komplex (HLA-Komplex). Ab etwa 1960 wurden von einer Reihe von Wissenschaftlern auch die Grundlagen der zellulären Immunologie aufgeklärt, was unter anderem zur Differenzierung und Beschreibung der B- und T-Lymphozyten und der Entdeckung ihrer jeweiligen Funktionen durch Jacques Miller führte. Damit setzte sich die Einteilung der Immunabwehr in einen humoralen und einen zellulären Bereich durch. In den folgenden Jahrzehnten wurden unter anderem die verschiedenen Antikörper-Subtypen entdeckt und hinsichtlich ihrer Funktion untersucht. 1975 beschrieben Georges Köhler und César Milstein die Gewinnung monoklonaler Antikörper. Aufgrund der weitreichenden Folgen dieser Entdeckung für die Grundlagenforschung sowie die Diagnostik und Therapie von Erkrankungen erhielten sie 1984 den Nobelpreis für Physiologie oder Medizin. Weitere wichtige Erkenntnisse betrafen die genetischen Grundlagen der Immunologie wie die Beschreibung der MHC-Restriktion durch Rolf Zinkernagel im Jahr 1974, die Identifizierung von Immunglobulin-Genen 1985 durch Susumu Tonegawa und von T-Zell-Rezeptor-Genen durch Leroy Hood ebenfalls ab etwa 1985.
Seit 2002 besteht die European Autoimmunity Standardisation Initiative. In Deutschland gab es im Jahr 2019 in Deutschland nur sechs Fachärzte für Immunologie.

## Forschungsgegenstand
Zentraler Forschungsgegenstand der Immunologie ist das Immunsystem der Säugetiere. Dabei handelt es sich um ein komplexes System von Molekülen und Zellen, durch das die Erkennung und Inaktivierung von körperfremden Strukturen realisiert wird. Die Reaktionen dieses Systems auf solche Strukturen werden unter dem Begriff Immunantwort zusammengefasst. Die Organe des Körpers, die für die Immunantwort zuständig sind, werden zusammen mit den Lymphgefäßen als lymphatisches System bezeichnet. Für das Funktionieren der Immunantwort ist darüber hinaus der Blutkreislauf von entscheidender Bedeutung.
Die Forschung in der Immunologie befasst sich vorrangig mit medizinischen und klinischen Aspekten der Immunantwort, also beispielsweise ihrer Fehlregulation bei bestimmten Erkrankungen sowie ihrer gezielten Beeinflussung zur Behandlung von Krankheiten. Ein weiteres wichtiges Forschungsgebiet ist die Anwendung von immunologischen Methoden für analytische und diagnostische Zwecke. Die Immunologie lässt sich nach dem untersuchten Teilaspekt, der verwendeten Methodik und der Betrachtungsebene in verschiedene Teildisziplinen untergliedern.

### Zelluläre Immunologie

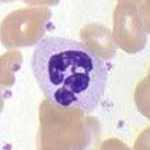
Neutrophiler Granulozyt in einem Blutausstrich

Die zelluläre Immunologie befasst sich mit den Zellen des Immunsystems und den von ihnen ausgehenden Reaktionen. Zu den Zellen des angeborenen Immunsystems gehören beispielsweise die Neutrophilen Granulozyten, die auch als Fresszellen bezeichneten Makrophagen, sowie die natürlichen Killerzellen (NK-Zellen). Das adaptive Immunsystem umfasst auf zellulärer Ebene die B-Lymphozyten und die T-Lymphozyten. Im Gegensatz zum angeborenen Immunsystem kann das adaptive Immunsystem eine spezifische Reaktion gegen bestimmte körperfremde Strukturen ausbilden, allerdings erst nach einem erstmaligen Kontakt. Für das angeborene Immunsystem ist ein solcher Erstkontakt nicht notwendig.

### Humorale Immunologie

Aufbau eines IgG-Antikörpers

Die humorale Immunologie beschäftigt sich mit den auf Proteinen basierenden Prozessen des Immunsystems. Zu diesen gehört, im Rahmen der angeborenen Immunantwort, das Komplementsystem. Im adaptiven Teil des Immunsystems sind Antikörper für die humorale Immunantwort zuständig. Ein weiteres wichtiges Forschungsthema der humoralen Immunologie sind die Zytokine. Dabei handelt es sich um Proteine, die die Regulation des Immunsystems und die Kommunikation seiner verschiedenen Komponenten steuern.

### Weitere Teildisziplinen
Die Immunchemie untersucht die Struktur und Eigenschaften von Antigenen und Antikörpern sowie die chemischen Grundlagen der Immunantwort. Eine wichtige Anwendung der Immunchemie sind diagnostische und analytische Verfahren auf der Basis der Antigen-Antikörper-Reaktion, wie zum Beispiel die Immunhistochemie. Die Immungenetik beschäftigt sich mit den genetischen Grundlagen des Immunsystems, also beispielsweise der genetisch bedingten Variabilität von Immunreaktionen sowie den Mechanismen der Erzeugung von Antikörpern, T-Zell-Rezeptoren und antigenpräsentierenden Komplexen. Die Immunpathologie und die klinische Immunologie widmen sich den medizinischen Aspekten der Immunologie.

### Invertebratenimmunologie
Aus historischen Gründen beschäftigt sich die Immunologie hauptsächlich mit dem Immunsystem von Wirbeltieren (Vertebraten), insbesondere dem der Säugetiere. Dies liegt vor allem an den medizinischen Ursprüngen der Immunologie und hat dazu geführt, dass auch in Lehrbüchern und anderen Veröffentlichungen die Immunologie oft nur mit der Immunabwehr bei Säugetieren als Forschungsgegenstand dargestellt wird. Ein Teilbereich der immunologischen Forschung widmet sich jedoch auch dem Immunsystem von wirbellosen Tieren (Invertebraten). Dieses ist im Vergleich zum Immunsystem der Wirbeltiere gekennzeichnet durch das Fehlen eines adaptiven Immunsystems und damit durch weitestgehend unspezifische Abwehrvorgänge, durch das Vorhandensein von differenzierten biochemischen Abwehrmechanismen in Form von antimikrobiellen Faktoren sowie durch ausgeprägte anatomische Strukturen zur mechanischen Verhinderung des Eindringens von Krankheitserregern und körperfremden Substanzen. Innerhalb des zellulären Immunsystems der wirbellosen Tiere nehmen phagozytierende Zellen eine zentrale Rolle ein. 
Ziel dieser Forschung ist es zum einen, die Evolution des Immunsystems und damit auch seine Funktionen besser zu verstehen. Durch den Vergleich der Abwehrmechanismen verschiedener Tiere ist es möglich zu erkennen, welche Teilaspekte ihnen gemeinsam sind und wie sich diese entwickelt haben. Man spricht deshalb auch von vergleichender Immunologie. Weitere Bereiche, auf die sich die Forschung zur Immunologie der Invertebraten auswirkt, sind die Ökotoxikologie sowie die Schädlingsbekämpfung und Hygiene. Innerhalb der biomedizinischen Forschung ermöglicht das Verständnis der Immunabwehr von wirbellosen Tieren, diese in Teilbereichen als Modellorganismen zu nutzen. Einzelne biochemische Komponenten des Immunsystems von Invertebraten lassen sich möglicherweise auch zu therapeutischen und diagnostischen Zwecken einsetzen.

## Pathophysiologische Aspekte
Das Immunsystem ist an einer Vielzahl von Krankheiten und anderen klinisch bedeutsamen Vorgängen direkt oder indirekt beteiligt. Diese lassen sich anhand der zugrundeliegenden Mechanismen unterscheiden.

### Abwehr von Krankheitserregern
Bei Infektionen mit Bakterien, Viren, Protozoen oder Pilzen erfolgt im Normalfall eine Abwehr des Eindringens und der Ausbreitung der Krankheitserreger durch das Immunsystem. Unter bestimmten Bedingungen kann die Immunreaktion jedoch versagen oder nur ungenügend sein, so dass sich eine Infektion ausbreitet und vom Immunsystem nicht mehr angemessen kontrolliert wird. Dies kann dazu führen, dass eine Infektion chronisch wird, die Krankheitserreger also ständig im Körper verbleiben und dauerhaft oder schubweise entsprechende Symptome verursachen. Eine schwere generalisierte Infektion, also die Ausbreitung von einem lokalen Infektionsort über die Blutbahn im gesamten Körper, wird als Sepsis bezeichnet. Aufgrund massiver Reaktionen des Körpers verläuft diese oft tödlich.

### Fehlgeleitete oder überschießende Immunantwort
Den so genannten Autoimmunerkrankungen liegt eine fehlgeleitete Reaktion des Immunsystems gegen körpereigene Strukturen zugrunde. Diese Reaktionen können entweder zur irreversiblen Zerstörung von körpereigenem Gewebe führen oder körpereigene Moleküle wie zum Beispiel Rezeptoren und Hormone in ihrer Funktion beeinträchtigen. Zu den Autoimmunerkrankungen zählen beispielsweise der Diabetes mellitus Typ 1, die Hashimoto-Thyreoiditis, die Myasthenia gravis, der Morbus Basedow sowie die meisten entzündlich-rheumatischen Krankheiten, unter anderem die Rheumatoide Arthritis.
Bei Allergien, auch als Überempfindlichkeitsreaktion bezeichnet, kommt es zu einer überschießenden Reaktion des Immunsystems auf bestimmte körperfremde Strukturen. Voraussetzung für die Entstehung einer Allergie ist ein harmlos verlaufender Erstkontakt mit dem als Allergen bezeichneten Fremdstoff. Durch diesen Erstkontakt kommt es zur so genannten Sensibilisierung, das heißt der Ausprägung einer spezifischen Immunantwort. Jeder erneute Kontakt mit dem Allergen kann dann zu einer übermäßig starken Reaktion des Immunsystems führen. Allergien sind besonders häufig gegen pflanzliche Pollen, Tierhaare, Lebensmittelbestandteile und Medikamente. Eine Mischform aus Allergie und Autoimmunerkrankung ist die Zöliakie, bei der es zu einer Kreuzreaktion auf das in den meisten Getreidesorten enthaltene Kleber-Eiweiß Gluten und bestimmte Strukturen im Dünndarmgewebe kommt.

### Unzureichende Immunantwort und Immuninsuffizienz

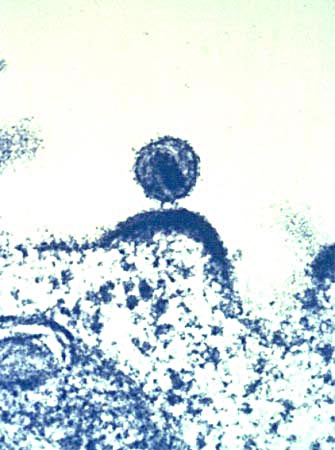
HIV beim Austritt eines Virions aus einer Zelle

Zu den Erkrankungen, die durch eine ungenügende Immunabwehr (Immuninsuffizienz) gekennzeichnet sind, zählen beispielsweise das erworbene Immunschwäche-Syndrom AIDS (Acquired Immunodeficiency Syndrome), das durch eine Infektion mit dem HI-Virus ausgelöst wird. Schwere angeborene Immunschwächeerkrankungen, bei denen gleichzeitig („kombiniert“) der humorale und der zelluläre Teil des adaptiven Immunsystems betroffen sind, werden unter der Bezeichnung Severe Combined Immunodeficiency (SCID) zusammengefasst. Patienten mit einer angeborenen oder erworbenen Immunschwäche besitzen eine hohe Anfälligkeit für Infektionserkrankungen, die mit fortschreitender Immunschwäche in der Regel auch zum Tod führen.
Auch bei Krebserkrankungen spielt das Immunsystem eine wichtige Rolle. Patienten mit einer Immunschwäche, zum Beispiel durch eine immunsuppressive Behandlung nach einer Organtransplantation oder durch eine HIV-Infektion, zeigen eine deutlich erhöhte Häufigkeit bestimmter Krebserkrankungen. Das Immunsystem ist dabei für die Kontrolle entarteter Zellen verantwortlich, so dass diese inaktiviert werden, bevor ein manifester Tumor entstehen kann. Das Teilgebiet der Immunologie, das sich mit den immunologischen Vorgängen bei der Entstehung, dem Verlauf und der Bekämpfung von Tumoren befasst, ist die Tumorimmunologie. Die Krebsimmuntherapie umfasst eine Reihe immunologischer Therapieansätze.

### Immunantwort gegen Transplantate und Implantate
Von entscheidender Relevanz sind immunologische Prozesse bei der Transplantation von Spenderorganen. Da transplantierte Organe vom Immunsystem als körperfremd erkannt werden, kommt es zu einer entsprechenden Immunantwort. Unbehandelt führt diese zur Abstoßung und damit dem Funktionsverlust des betreffenden Organs. Umgekehrt können aber auch, zum Beispiel bei einer Stammzelltransplantation, in einem Transplantat enthaltene Immunzellen eine Immunreaktion gegen den Empfängerorganismus verursachen, man spricht dann von der Graft-versus-Host-Reaktion. In der Folge ist zum Erhalt des Organs eine lebenslange Behandlung der betroffenen Patienten mit so genannten Immunsuppressiva notwendig, also Medikamenten, welche die kurz- und langfristig vorhandenen Immunreaktionen unterdrücken.
Ähnlich wie bei der Transplantation von fremden Organen oder Geweben ist das Immunsystem auch an der Reaktion des Körpers gegen Implantate entscheidend beteiligt. Implantate bestehen beispielsweise aus Metallen oder Kunststoffen und werden für vielfältige Aufgaben eingesetzt, unter anderem zum vorübergehenden oder dauerhaften Ersatz von Knochen oder Blutgefäßen, als plastische Implantate zur Ausformung bestimmter Körperstrukturen und zum Zahnersatz, sowie zum Ersatz oder zur Unterstützung von körpereigenen Organen bei ihrer Funktion, wie zum Beispiel Cochleaimplantate oder Herzschrittmacher. Da Implantate aus körperfremdem Material bestehen, sind sie vielfältigen Prozessen der Immunabwehr ausgesetzt, insbesondere einer chronisch vorhandenen Entzündungsreaktion. Die immunologische Verträglichkeit dieser Materialien ist damit ein wichtiger Aspekt ihrer Biokompatibilität und trägt entscheidend zur dauerhaften Funktion des Implantats bei.

## Therapeutische Anwendungen

### Immunmodulation
Eine Reihe von therapeutischen Anwendungen, die auf Erkenntnissen und Prinzipien der Immunologie beruhen, lassen sich unter dem Begriff Immunmodulation zusammenfassen. Dies betrifft alle Therapieansätze, die auf einer gezielten Beeinflussung von bestimmten Prozessen oder Komponenten des Immunsystems beruhen.

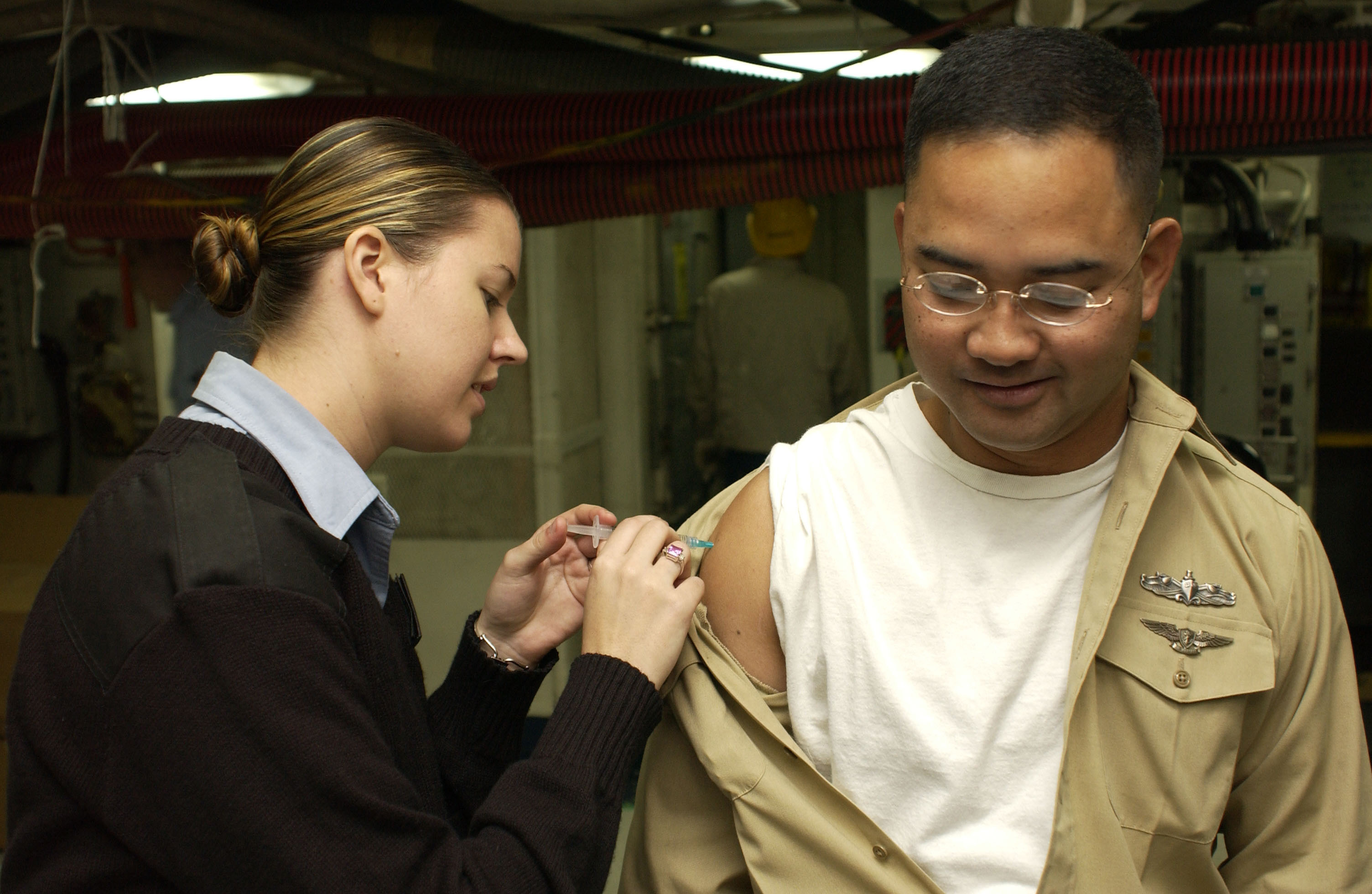
Eine Schutzimpfung

Weit verbreitet sind beispielsweise Impfungen, bei denen durch die Gabe von Antigenen das Immunsystem zur Ausbildung einer Immunantwort gegen diese Antigene angeregt wird. Impfungen spielen eine entscheidende Rolle bei der Prävention von Infektionskrankheiten. Darüber hinaus gibt es erste Erfolge hinsichtlich einer Impfung gegen krebsassoziierte Viren wie beispielsweise das humane Papillomvirus. Auf dem gleichen Prinzip wie Impfungen beruht die als Krebsimmuntherapie bezeichnete Sensibilisierung des Immunsystems auf tumorspezifische Strukturen bei Krebserkrankungen.
Ein weiterer Ansatz aus dem Bereich der Immunmodulation wird mit den Begriffen Hyposensibilisierung beziehungsweise „Spezifische Immuntherapie (SIT)“ bezeichnet. Ziel dabei ist, eine so genannte Immuntoleranz des Körpers gegen bestimmte Antigene zu erreichen. Das bedeutet, dass vorhandene Abwehrreaktionen des Körpers gegen diese Antigene verringert werden. Erreicht werden soll dies durch die wiederholte Gabe der entsprechenden Antigene mit schrittweiser Steigerung der Dosis. Von therapeutischer Relevanz ist die Hyposensibilisierung bei allergischen Erkrankungen. Darüber hinaus gibt es Studien zur Anwendung bei Autoimmunkrankheiten.
Unter dem Begriff Immunsuppression werden Therapien zusammengefasst, deren Ziel die Unterdrückung von unerwünschten immunologischen Prozessen ist. Möglich ist dies durch Medikamente, die in verschiedene Prozesse der Immunabwehr eingreifen. Angewandt werden diese Medikamente vor allem zur Verhinderung der Abstoßung von transplantierten Organen. Darüber werden immunsuppressive Therapien auch bei Autoimmunerkrankungen getestet.
Eine Immunstimulation, also die Anregung des Immunsystems und die Verstärkung der Immunantwort, ist ebenfalls möglich. Dazu können beispielsweise bestimmte körpereigene Proteine therapeutisch eingesetzt werden, die eine Rolle bei der Regulation des Immunsystems spielen. Am häufigsten werden hierzu bestimmte Zytokine verwendet. Von Relevanz sind entsprechende Therapien insbesondere bei Virusinfektionen.

### Therapeutische Antikörper
Eine weitere wichtige Anwendung immunologischer Prinzipien zur Behandlung von Krankheiten sind therapeutische Antikörper. Dabei handelt es sich um Antikörper, also Globulin-Proteine des Immunsystems, die biotechnologisch hergestellt werden und gezielt gegen bestimmte Strukturen im Körper gerichtet sind. Diese Strukturen, für die vorher eine Relevanz bei bestimmten Erkrankungen nachgewiesen wurde, werden durch die therapeutischen Antikörper in ihrer Wirkung blockiert oder neutralisiert. Oft handelt es sich bei diesen Zielstrukturen um Proteine auf der Oberfläche von Zellen, wie zum Beispiel Transportproteine, Signalproteine oder Rezeptoren, aber auch um lösliche Proteine im Serum wie Zytokine oder Hormone. Therapeutische Antikörper sind mittlerweile unter anderem zugelassen zur Behandlung von verschiedenen Krebserkrankungen, von Autoimmunerkrankungen, von Allergien sowie zur Verhinderung der Abstoßung von Transplantaten.

### Antiseren
Antikörper werden darüber hinaus auch als Antiserum gegen bestimmte Giftstoffe eingesetzt. Zur Gewinnung dieser Antiseren werden Tieren wie beispielsweise Pferden kleine Mengen der entsprechenden Gifte injiziert. Diese Tiere entwickeln daraufhin spezifische Antikörper in ihrem Blut, welche die Giftstoffe in ihrer Wirkung neutralisieren. Nach der Gewinnung und Reinigung der entsprechenden Antikörper aus dem Blut dieser Tiere können diese zur akuten Behandlung von Vergiftungen, beispielsweise nach Schlangenbissen, eingesetzt werden. Entsprechend gewonnene Antiseren werden darüber hinaus auch zur sogenannten passiven Immunisierung gegen bestimmte Infektionskrankheiten verwendet, wenn für eine aktive Immunisierung durch eine reguläre Impfung nicht ausreichend Zeit zur Verfügung steht oder kein Impfstoff für eine aktive Immunisierung verfügbar ist. Tierische Antiseren rufen jedoch bei wiederholter Anwendung selbst eine Immunreaktion hervor. Aus diesem Grund wird in der Regel eine aktive Immunisierung bevorzugt, wenn diese möglich ist. Als Notfallmaßnahme erfolgt eine passive Immunisierung bei Verdacht auf eine Tollwutinfektion.

## Immunologische Diagnostik

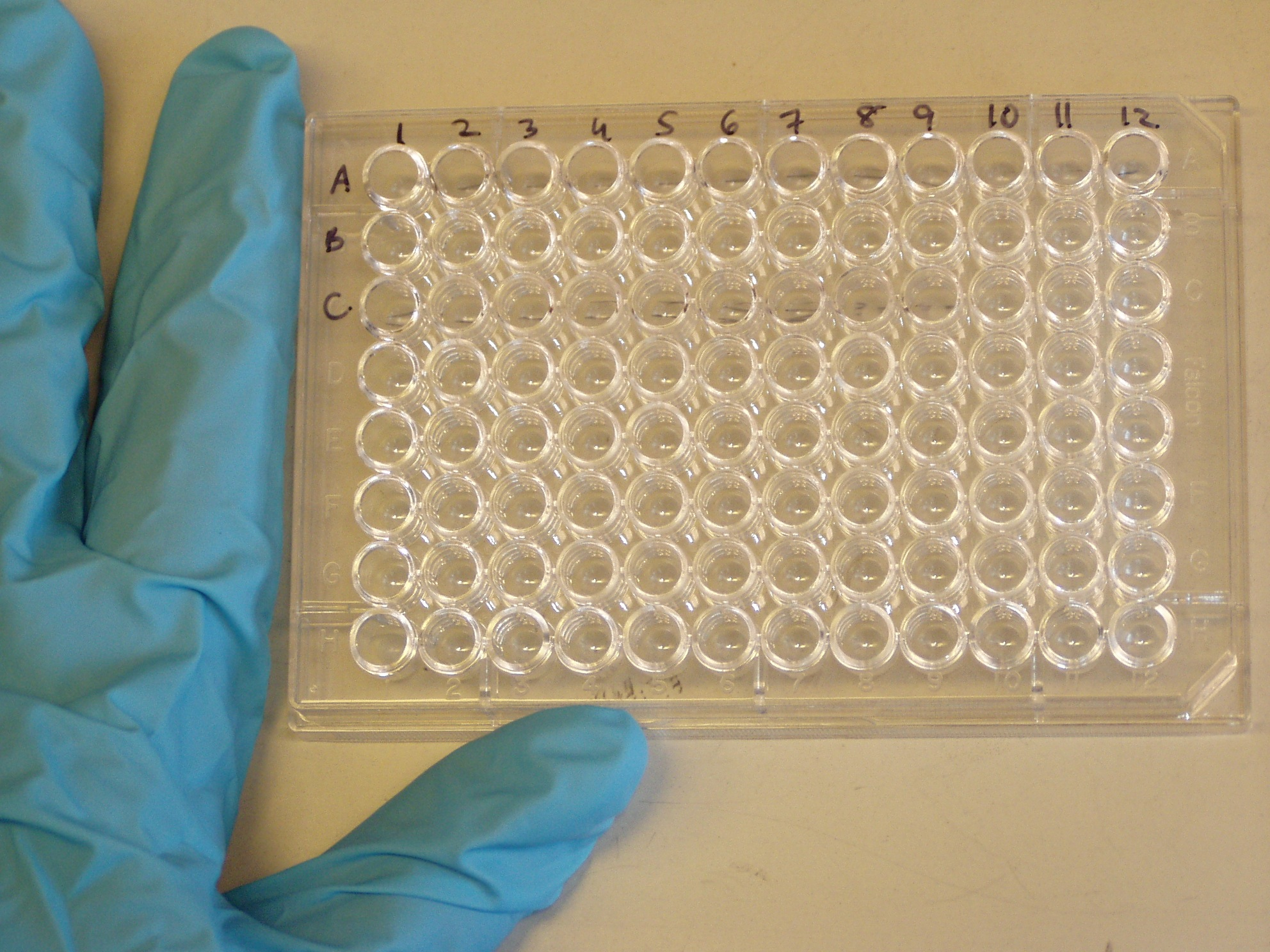
Mikrotiterplatte zur Durchführung eines ELISA

Immunologische Labormethoden spielen eine große Rolle bei der Diagnostik von Erkrankungen und in der biomedizinischen Grundlagenforschung. Als Immunassays werden alle Verfahren bezeichnet, die zum qualitativen oder quantitativen Nachweis von bestimmten Strukturen in Flüssigkeiten die spezifische Erkennung von Antigenen durch Antikörper nutzen. Immunassays werden zur Identifikation von Krankheitserregern ebenso genutzt wie zur Untersuchung von Körperflüssigkeiten auf das Vorhandensein von bestimmten körpereigenen Proteinen, die bei Krankheiten als spezifische Biomarker gelten. Für eine Reihe von Erkrankungen, insbesondere Allergien, Autoimmunerkrankungen und Infektionen, ist als Teil der Diagnose und zur Verlaufskontrolle der Nachweis von spezifischen Antikörpern möglich. Immunassays werden aber beispielsweise auch als Schwangerschaftstests verwendet. Weitere Anwendungen in der Medizin sind die Identifizierung von Giftstoffen und Rauschdrogen, die Überwachung von Arzneistoffen im Körper (Drug monitoring), oder der Nachweis bestimmter Dopingsubstanzen in der Sportmedizin. Außerhalb der medizinischen Diagnostik werden Immunassays beispielsweise in der Umwelt-, Lebensmittel- und Agraranalytik eingesetzt, unter anderem zum Nachweis von Umweltgiften, von Allergenen in Lebensmitteln oder von genetisch veränderten Organismen.
Bei Organtransplantationen, bei der Übertragung von Knochenmark und bei Blutspenden wird durch die molekulargenetische Charakterisierung bestimmter Histokompatibilitätsmarker eine möglichst große Übereinstimmung zwischen Spender und Empfänger sichergestellt. Die Immunhistochemie nutzt Antikörper zum Anfärben spezifischer Strukturen in mikroskopischen Präparaten und ist damit eine wichtige Anwendung immunologischer Prinzipien in der pathologischen Diagnostik. Bei der Durchflusszytometrie und der Magnetic Cell Separation (MACS) werden Antikörper verwendet, um auf Zellen bestimmte Oberflächenstrukturen nachzuweisen und dadurch Zellgemische aufzutrennen oder hinsichtlich ihrer Zusammensetzung zu analysieren. Für die klinische Diagnostik ist dies beispielsweise in der Hämatologie für die Untersuchung der Zellverteilung im Blut von Bedeutung.